# Renate Franz
Renate Franz (18. november 1954) en tysk journalist og forfatter.